# Hon kommer med solsken
Hon kommer med solsken är en svensk sång från 2002 skriven av Larry Forsberg, Sven-Inge Sjöberg och Lennart Wastesson. Gruppen Östen med Resten uppträddde med "Hon kommer med solsken" i Melodifestivalen 2002, där bidraget tog sig till final och slutade på tionde plats.
Singeln placerade sig som högst på 38:e plats på den svenska singellistan. Som B-sida användes en coverversion av Vikingarnas låt "Till mitt eget Blue Hawaii" från 1989.
Melodin låg på Svensktoppen i 18 omgångar under perioden 6 april–3 augusti 2002, den gick som nykomling gick in på andra plats vilket också blev dess högsta placering.

## Listplaceringar
| Lista (2002) | Topplacering |
| ------------ | ------------ |
| Sverige      | 38           |